# Te Puna Roimata Peak
Te Puna Roimata Peak är en bergstopp i Antarktis. Den ligger i Östantarktis. Nya Zeeland gör anspråk på området. Toppen på Te Puna Roimata Peak är 890 meter över havet.
Terrängen runt Te Puna Roimata Peak är kuperad norrut, men söderut är den bergig. Havet är nära Te Puna Roimata Peak norrut. Trakten är obefolkad. Det finns inga samhällen i närheten. 